# تايلر هولمز
تايلر هولمز هو لاعب كرة القدم الكندية كندي، ولد في 24 يوليو 1988 في أوتاوا في كندا.